# 남해 양아리 석각
남해 양아리 석각( 南海 良阿里 石刻)은 대한민국 경상남도 남해군 상주면 양아리, 금산 부소암의 평평한 바위 위에 새긴 그림문자이다. 1974년 2월 16일 경상남도의 기념물 제6호 남해 상주리 석각으로 지정되었다가, 2018년 12월 20일 현재의 명칭으로 변경되었다.

## 개요
금산 부소암의 평평한 바위 위에 새긴 그림문자이다.
일명 '서불과차(徐市過此)'라고 불리는데 지금까지 해독을 하지 못하여 내용은 알 수 없다. 전해오는 이야기로는 중국 진시황 때 삼심산 불로초를 구하기 위해 시종 서불이 이곳 금산을 찾아와서 사냥을 즐기다 떠나면서 자신들의 발자취를 후세에 남기기 위해 새긴 것이라고도 한다.

## 같이 보기
- 서불

## 참고 문헌
- 남해상주리석각 - 국가유산청 국가유산포털
- 남해군,'서불과차' 개발 속도 - 유튜브